# Corrente (Lindberg)
Pour les articles homonymes, voir Corrente.
Corrente est une œuvre du compositeur finlandais Magnus Lindberg pour ensemble instrumental. C'est une commande de la Société de littérature suédoise en Finlande pour son 127e anniversaire. La création a lieu le 5 février 1992 à l'université d'Helsinki par l'ensemble Avanti Chamber Orchestra sous la direction de Sakari Oramo.

## Description
La pièce est pour un ensemble instrumental comprenant flûte, hautbois, clarinette, basson, 2 cors, trompette, trombone, piano, harpe, percussion, 2 violons, alto, violoncelle, contrebasse.
Le titre de l'œuvre fait référence à la courante, danse de l'époque baroque, que l'on peut percevoir, selon Lindberg, comme étant « le sommet de l'iceberg » du matériau musical de Corrente..
Lindberg ré-utilise le matériau musical de Corrente pour composer la même année Corrente II pour orchestre symphonique.

## Discographie
- Enregistrement le 14-15 avril 1993 par l'ensemble intercontemporain sous la direction de Peter Eötvös[1].